# Филадельф (епископ Византийский)
Епископ Филадельф (греч. Επίσκοπος της Φιλαδέλφειας, ум. 217) — епископ Византийский, занимавший пост на протяжении шести лет (211—217 гг.) после правления Марка I, являвшийся Патриархом Константинопольским на протяжении 13 лет.
Предшественником Епископа Филадельфа являлся Марк I, преемником Филадельфа являлся Кириак I.
Правление Епископа Филадельфа упоминается в «Полном Месяцеслове Востока» архиепископа Сергия
Спасского, также правление Филадельфа упоминается в Настольной книге священнослужителя.
В «Житиях святых» Макария Симонопетрского — «Память святых мучеников Филадельфа и Поликарпа» упоминается Епископ Филадельф.
В Минологии Василия II (979-989 гг.) упомянут Патриарх Константинопольский Филадельф.